# Red River (манга)
Red River (яп. 天は赤い河のほとり сора ва акай кава но хотори, «Небеса на берегу Красной реки») — сёдзё-манга Синохары Тиэ, выходящая в журнале Shojo Comic. На английском языке лицензирована компанией VIZ Media. В 2001 году манга получила Премию издательства Shogakukan в категории «сёдзё».
История повествует о пятнадцатилетней японской девочке Юри Судзуки (яп. 鈴木夕梨 Судзуки Юри), которая магическим образом попадает в Хаттусу, столицу Хеттского царства в Малой Азии, времён царя Суппилулиумы I.